# Anita Riede
Anita Riede (* 1961 in Singen am Hohentwiel) ist eine deutsche Lyrikerin, Literaturwissenschaftlerin und Autorin. Sie studierte Germanistik und Hispanistik in Barcelona und Berlin, promovierte im Jahre 2000 an der FUB über Nelly Sachs und Paul Celan. Sie lebt in Berlin. 

## Veröffentlichungen
- Ein Fingerhut voll Licht, Alkyon-Verl., Weissach i.T. 1998, ISBN 3-926541-91-1
- Zuflucht zur Orange, Alkyon-Verl., Weissach i.T. 2000, ISBN 3-933292-32-8
- Das „Leid-Steine-Trauerspiel“, Weissensee, Berlin 2001, ISBN 3-934479-41-3
- Verklärung des Zufalls, Ithaka-Verl., Stuttgart 2002, ISBN 3-933545-23-4
- Textnähte, Ed. Thaleia, St. Ingbert 2005, ISBN 3-924944-73-3
- Blühende Notizen, Pop, Ludwigsburg 2005, ISBN 3-937139-13-3